# CSS Shenandoah

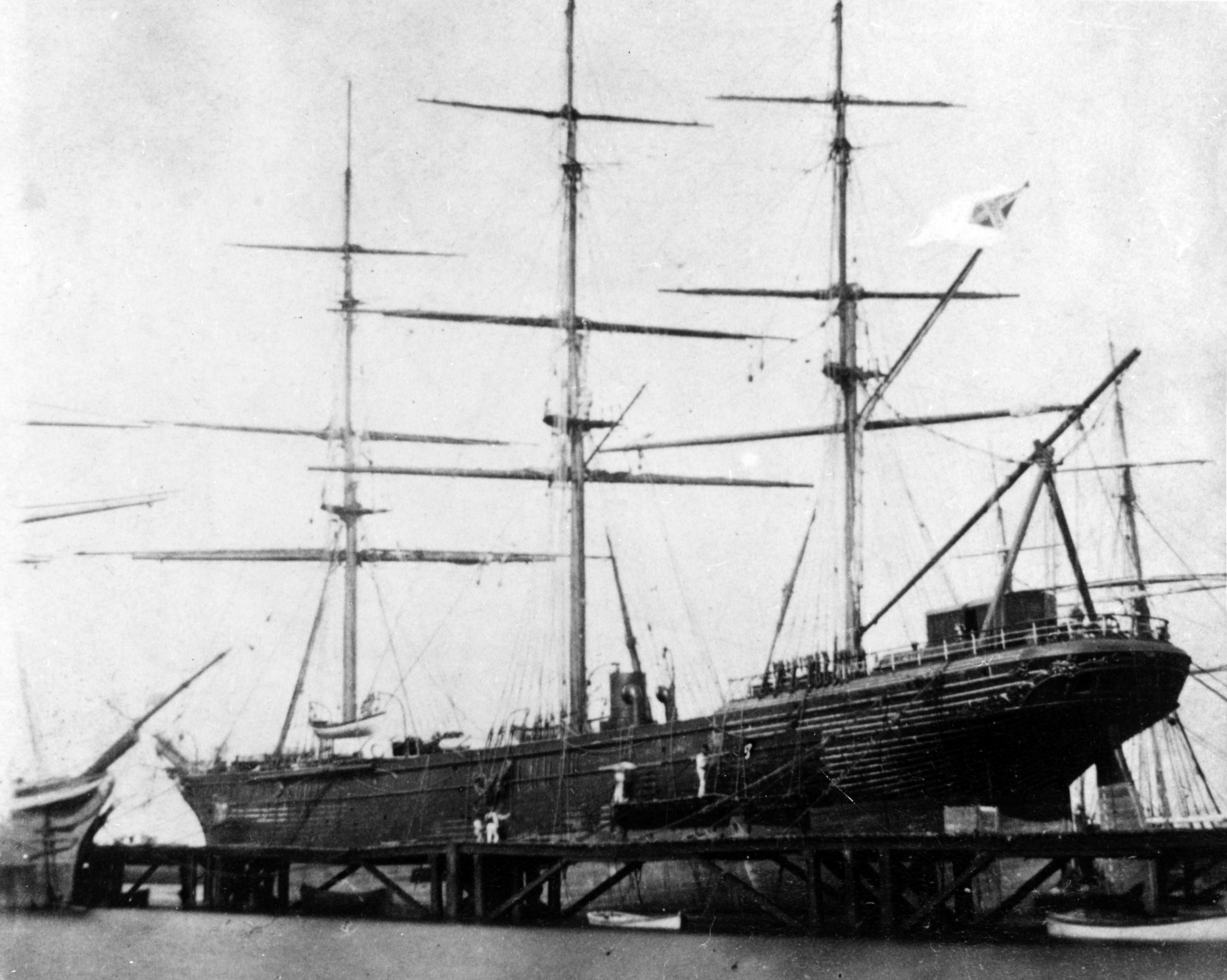
CSS Shenandoah

De CSS Shenandoah was een kaperschip van de Geconfedereerde Staten van Amerika tijdens de Amerikaanse Burgeroorlog.
De 1160 ton zware CSS Shenandoah werd in augustus 1863 te water gelaten in Glasgow als commercieel stoomschip onder de naam Sea King.

## Geheime aankoop
In oktober 1864 werd het schip in het geheim aangekocht door de Confederatie. Bij het eiland Madeira werd het omgebouwd als oorlogsschip en hernoemd als CSS Shenandoah. Een ander Geconfedereerd schip bracht uitrusting, kanonnen, marineofficieren en meer bemanningsleden aan boord. De CSS Shenandoah werd onder commando gesteld van James Iredell Wadell met de opdracht om handelsschepen van de Unie op te zoeken en te vernietigen in wateren waar nog niet gepatrouilleerd werd door Geconfedereerde marineschepen.

## In actie van oktober 1864 tot augustus 1865
Wadell zette koers naar de zuidelijke Atlantische Oceaan en de Indische Oceaan. Eind januari 1865 legde het schip aan in de haven van Melbourne voor reparaties en bevoorrading. Op dat moment had de CSS Shenandoah reeds 9 handelschepen van de Unie aangevallen. Op 2 na waren deze allen vernietigd. 
Na drie weken in Melbourne koos Wadell de route naar de zuidelijke Stille Oceaan met de bedoeling walvisvaarders van de Unie aan te vallen. Deze waren echter gewaarschuwd en hadden zich verspreid. Daarop voer Wadell de noordelijke Stille Oceaan op. De Shenandoah viel nog eens 24 Unieschepen aan, waarbij de meeste vernietigd werden. In juni 1865 was het schip op de Beringzee. Inmiddels hadden geruchten de Shenandoah bereikt dat de Confederatie zich had overgegeven. Wadell achtte deze berichten echter niet betrouwbaar en bleef zijn opdracht uitvoeren. Aangezien Wadell vermoedde dat San Francisco licht verdedigd zou zijn, besloot hij deze stad te beschieten.

## Overgave
Op 2 augustus 1865 ontmoette de Shenandoah een Brits handelsschip op zee. De kapitein van dit schip bevestigde dat de Confederatie was gevallen en de oorlog voorbij was. Wadell besefte dat wanneer zijn nu stateloze oorlogsschip San Francisco zou aanvallen, dit ernstige gevolgen kon hebben voor hem en zijn bemanning. De Shenandoah werd overgeschilderd en kanonnen werden ontmanteld en benedendeks geplaatst. Op deze wijze 'vermomd' als handelsschip, begon de Shenandoah aan de reis naar een haven om zich over te geven. Hierbij werd gekozen voor Liverpool. Deze keuze betekende dat de Shenandoah zich nog drie maanden op zee zou bevinden. Medio september rondde de Shenandoah Kaap Hoorn om op 6 november 1865 Liverpool te bereiken. Hier onderhandelde Wadell met de Britse autoriteiten over de overgave van zijn bemanning. Enkele officieren en hijzelf brachten nog enkele jaren in Engeland door voordat ze, na een pardon, terug mochten keren naar de Verenigde Staten.
In de 13 maanden van zijn bestaan als het oorlogsschip CSS Shenandoah had het meer dan 58.000 mijl gevaren. Het was hiermee het enige schip van de marine van de Geconfedereerde Staten van Amerika dat de hele wereld had rondgevaren.

## Na de Amerikaanse Burgeroorlog
In 1866 werd het schip verkocht aan de sultan van Zanzibar en El Majidi genoemd. In 1872 werd het beschadigd tijdens een orkaan. Later dat jaar zonk het schip in de Indische Oceaan.